# 奥原義人
奥原 義人（おくはら よしと、1916年〈大正5年〉9月9日 - 2001年〈平成13年〉11月19日）は、日本の実業家、政治家。元広島県呉市市長。呉信用金庫理事長。寿工業相談役。

## 経歴
広島県呉市出身。1931年、阿賀高小卒、同年に広島海軍第十一航空廠に勤務。1935年、東亜航空工業に転じ、のち取締役。
1945年、寿組社長。1946年、寿農機具製作所社長。1947年、奥原商店取締役。寿工業取締役、常務顧問をつとめた。
1951年、呉市議会議員に当選。1952年、同市議会議長。1961年11月に呉市長に当選。1978年、呉信用金庫入庫、同理事長。

## 人物
趣味は囲碁、読書、ゴルフ。住所は呉市西中央5丁目。

## 栄典
- 1974年 - 藍綬褒章[5]

## 家族・親族
奥原家
- 妻[1]
- 長男・信也[1]（のぶや[7][8]、元広島県議会議員[9]） - 1942年生まれ[1][8]。慶應義塾大学文学部卒業、寿工業に入社[7][8]。1975年に初当選し12期目[10]。広島県議会議長[11]、自民党県連幹事長などを歴任する[10]。2019年7月の参院選広島選挙区の大規模買収事件で、奥原は河井案里と河井克行から2019年4月〜6月、合計200万円を受け取った[10][12]。2020年9月16日、「被買収者」の証人尋問で奥原は「買収目的と認識した上で受け取った」と証言し、「違法な金を受け取った。心からおわび申し上げます」と述べた[13]。また溝手顕正側から公示前月、奥原側に50万円が振り込まれていたことが同年11月11日に判明している[12]。2022年1月28日、参院選広島選挙区の大規模買収事件当時、現職議員の中で最高額の200万円を受け取った奥原を「起訴相当」とする検察審査会の議決が公表された[14]。3月11日に辞職願を提出。3月15日、県議会は本会議を開き、辞書願を許可した[15]。広島地裁は4月12日、河井克行元法相夫妻から現金を受け取ったとして、公選法違反（被買収）の罪で略式命令を受けた奥原信也元広島県議ら17人の有罪が確定したと発表した[16]。家族は妻、長男、二男がいる[5][8]。住所は呉市阿賀中央1丁目[5][7][8][9]。
- 二男[1]
- 長女[1]
- 二女[1]
- 兄・次郎（寿工業社長）[1] - 1935年、呉市阿賀町に奥原工作所を創設[17]。